# Старые Антропы
 Старые Антропы  — деревня в Шабалинском районе Кировской области. Входит в состав Гостовского сельского поселения.

## География
Расположена на расстоянии примерно 14 км по прямой на запад-северо-запад от райцентра поселка Ленинского.

## История
Известна с 1873 года как починок Лукинский при речках Куке и Осиновке, где было дворов 7 и жителей 59, в 1905 (починок при речках Куке и Осиновке или Старые Нутрецы) 25 и 216, в 1926 (деревня Старые Антропы или Старые Нутрецы, при речках Куке и Осиновке) 33 и 157, в 1950 (Старые Антропы) 22 и 73, в 1989 7 жителей.

## Население
Постоянное население составляло 13 человек (русские 100%) в 2002 году, 6 в 2010.